# Aldo Ballarin
Aldo Ballarin (ur. 10 stycznia 1922 w Chioggi, zm. 4 maja 1949) – włoski piłkarz, występujący na pozycji pomocnika. Brat piłkarza Dino Ballarina
Z zespołem AC Torino czterokrotnie zdobył mistrzostwo Włoch (1946, 1947, 1948, 1949). W latach 1945–1949 rozegrał 9 meczów w reprezentacji Włoch.
Zginął w katastrofie lotniczej na wzgórzu Superga.